# Artisklas Haarlem
Artisklas Haarlem is een dierentuin gelegen in Haarlem en is de kleinste dierentuin van Nederland. Het park is in beheer van uitsluitend vrijwilligers.

## Geschiedenis
In 1964 kwam een toenmalig medewerker van Artis, dhr. J. J. Molenaar, op het idee om voor de Haarlemse jeugd les te gaan geven over dieren. Hij richtte toen in een garagebox onder in zijn flat een ruimte in met allerlei dode en levende dieren. Samen met dhr. R. Veenis gaf hij 1 à 2 keer in de week les. Al snel werd, met toestemming van de toenmalig directeur van Artis dr. E.F. Jacobi de naam Artisklas bedacht. De gemeente Haarlem was zeer enthousiast over het idee en in 1972 werd Artisklas verhuisd van de kelder naar een huisje in het Schoterbos in Haarlem-Noord. Naarmate de belangstelling groeide, groeide ook het aantal huisjes, want in 1974 kreeg Artisklas een tweede huisje en niet veel later een derde huisje ter beschikking. In 1977 werd Artisklas een stichting en werd het gesubsidieerd door de gemeente. Op het terrein stonden enkele buitenverblijven en in 1981 werd het terrein omheind, omdat het terrein en de verblijven erg gevoelig waren voor vandalisme. In 1984 kwam er een vierde huisje bij.
Niet lang na de bouw van het vierde huisje kwamen er veel problemen. Het vierde huisje was niet goed gebouwd, de rechtszaak erover kostte veel geld en vanuit de gemeente werd besloten dat Artisklas veel dingen zelf moest gaan betalen zoals gas en elektriciteit. Door deze problemen liep het park erg veel geld mis, waardoor het onderhoud ook nog achterliep. In 1991 leek het einde in zicht, echter besloten enkele vrijwilligers om toch door te gaan en met toestemming van de gemeente kwam er een nieuw bestuur en werd het park opnieuw leven in geblazen. Door onder andere een inbraakgolf en terreuracties van enkele voormalige medewerkers kwam dit echter nog maar langzaam op gang en door het achterstallig onderhoud kreeg Artisklas een slechte reputatie. Pas na een sponsoring en donaties van onder andere de Rabobank kon het park een gehele facelift krijgen. Er kwamen onder andere nieuwe buitenverblijven bij en in 2003 volgde een vergunning om een echte dierentuin te worden. Hiermee werd Artisklas de kleinste officiële dierentuin van Nederland.
Dat Artisklas behoorlijk in de lift zit, blijkt wel uit het extreem stijgende aantal bezoekers.
Ook heeft Artisklas enkele prestigieuze Zoosite Awards gekregen voor mooiste nieuwe verblijf en twee voor mooiste dierentuin (2012 en 2013).

## Diorama
Al sinds de oprichting van Artisklas maakten verschillende opgezette dieren en aanverwante objecten deel uit van de collectie. Verschillende objecten werden verzameld of aangeboden door allerlei instanties. In 1983 kwamen er vanuit particulier bezit twee grote collecties bij van vooral inheemse dieren. Wegens ruimtegebrek werden deze dieren eerst in verschillende huisjes gestald. Pas in 1984 werd het diorama opgebouwd en sindsdien staan de collecties in het diorama.

## Diersoorten
De volgende diersoorten zijn te vinden in Artisklas.

### Amfibieën
- Axolotl
- Geelbuikvuurpad
- Reuzenpad

### Reptielen
- Baardagame
- Bijtschildpad
- Blauwtongskinken
- Chinese driekielschildpad
- Geelbuikschildpad
- Korenslang
- Kroonbasilisk
- Madagaskardaggekko
- Madagaskarleguaan
- Muurhagedis
- Ringslang
- Roodbuikspitskopschildpad
- Roodwangschildpad
- Taiwanese rattenslang

### Vissen
- Goudwinde

### Vogels
- Kerkuil
- Nandoe

### Zoogdieren
- Chinese rotseekhoorn
- Degoe
- Poolvos
- Gestreept stinkdier
- Gewone wasbeer
- Wasbeerhond
- Witstaartstekelvarken
- Zebramangoeste
- Amerikaanse nerts